# Une vie pleine de gaffes
Une vie pleine de gaffes est un épisode de la série télévisée d'animation Les Simpson. Il s'agit du septième épisode de la trente-cinquième saison et du 757e de la série.

## Réception
Lors de sa première diffusion, l'épisode a attiré 1,11 million de téléspectateurs.